# Donkiszoteria
Donkiszoteria – postawa życiowa charakteryzująca się marzycielstwem, brakiem rozsądku w ocenianiu ludzi i sytuacji, pragnieniem walki o nierealne cele, nierozsądnym entuzjazmem w podejmowaniu nieosiągalnych zadań oraz walce z urojonymi przeciwnikami (walka z wiatrakami). Osoba postępująca zgodnie z zasadami tejże postawy nazywana jest donkiszotem. Działania takiej osoby są z góry skazane na porażkę, wzbudzając jednocześnie uśmiech i politowanie.
Nazwa wywodzi się od tytułowego bohatera powieści Miguela Cervantesa Don Kichot, który posiadał wszystkie (wyolbrzymione) cechy osoby kierującej się taką postawą.